# Новицкий, Георгий Васильевич
Георгий Васильевич Новицкий (1800—1877) — генерал от артиллерии, участник Кавказской войны, председатель Киевского военно-полевого суда.

## Биография
Родился в 1800 году, происходил из дворян Киевской губернии. Начальное образование получил в Киевской гимназии. Приехав осенью 1819 года в Санкт-Петербург Новицкий определился в Дворянский полк, но уже 30 декабря, благодаря протекции А. А. Кавелина, поступил во 2-ю учебную роту лейб-гвардии 2-й артиллерийской бригады. В 1820 году Новицкий выдержал экзамен на офицерский чин, однако в прапорщики произведён не был. Вот как описывает несостоявшееся производство Новицкого в офицеры П. М. Сакович:

Ожидание производства в прапорщики совпало с открытием артиллерийского училища. Его высочеством (великим князем Михаилом Павловичем поручено генералу Засядко составить училище из юнкеров, находившихся на службе в артиллерии петербургского гарнизона. Юнкера собраны, прибыл Засядко и начал их вызывать по фамилиям. Когда Новицкий отозвался, Засядко спросил его: «Какой губернии?» — Киевской. — «Чи не з-наших ли?» — добавил Засядко. — Да! я малоросс, — ответил Новицкий. «Не хотите ли остаться юнкером и поступить в артиллерийское училище?» — спросил Засядко. — Не желаю! — был ответ Новицкого. — «Вы упрямы, но знайте, что я тоже хохол и тоже упрям; офицером в этом году вы не будете, вам полезно поучиться и набраться разума». Сказав это, генерал зачеркнул в списке отметку против фамилии Новицкого о выдержании экзамена на офицерский чин. 
Последующие три года Новицкий провёл в артиллерийском училище и 7 февраля 1823 года по сдаче экзаменов юнкерского класса был произведён в прапорщики, назначен в 10-ю конно-артиллерийскую роту и оставлен при училище ещё на два года для слушания высшего курса офицерских классов.
В декабре 1824 года Новицкий окончил полный курс училища и отправился на службу в 6-ю конно-артиллерийскую роту, которая квартировала в Киевской губернии. В январе следующего года, за успехи в артиллерийском училище, он был произведён в подпоручики. Отличившись в июне 1825 года на манёврах, Новицкий был замечен начальником штаба 1-й армии генерал-лейтенантом Толем, который взял Новицкого к себе адъютантом.
Согласно показаниям И. М. Черноглазова, Новицкий принадлежал к Южному обществу (август-сентябрь 1825), Васильковская управа), участник собраний членов тайного общества в Лещинском лагере. К следствию не привлекался и наказания не понёс.
Пробыв адъютантом Толя полтора года, Новицкий, по собственному желанию, 16 декабря 1826 года был переведён в Кавказскую гренадерскую артиллерийскую бригаду. Прибыв в Тифлис в конце марта 1827 года Новицкий тут же принял участие в кампаниях против персов и турок в составе авангардного отряда А. Х. Бенкендорфа. Персидская и турецкая войны 1827—1829 годов на Кавказе дали подпоручику Новицкому случай выдвинуться вперёд и составили ему репутацию офицера «сведущего, сметливого, храброго, способного и разумно-распорядительного»; Новицкий более 50 раз участвовал в сражениях и стычках с неприятелем и удостоился множества наград — орденов св. Анны 4-й степени с надписью «За храбрость» и св. Анны 2-й степени с мечами и бантом, золотой шпаги с надписью «За храбрость» и чинов поручика и штабс-капитана.
По окончании войн Новицкий выполнял особые поручения князя Паскевича, в частности приводил в порядок крепость Ардаган. Следующим крупным занятием Новицкого была рекогносцировка земель, предназначаемых для расселения бывшего Дунайского казачьего войска — треугольника между крепостью Анапа, Ольгинским укреплением на левом берегу Кубани и Геленджикской бухтой. В данной ему инструкции указывалось: сделать общее обозрение края, населённого горцами, на обоих склонах Кавказского хребта на всём протяжении от истоков Кубани до Анапы; собрать сведения о горских народах и составить маршруты путям, пролегающим вдоль и поперёк хребта; составить карту страны; избрать места в окрестностях Анапы для учреждения станиц и указать способы защиты от горцев; сделать заключения о выгодах и неудобствах поселения; сделать вывод о том — действительны ли были меры, употреблявшиеся со времени устройства Кубанской линии, для усмирения горцев, и какие произошли от того последствия, и приискать средство для прочного умиротворения края.
Ранней весной 1830 года Новицкий выехал в Анапу и там приступил к сбору сведений о горцах. В мае, найдя надёжных проводников и покровителей из черкесов, Новицкий осмотрел окрестности Суджук-кале и Геленджика и ближайшие к этим местам перевалы через Главный Кавказский хребет. Далее он совершил труднейшую и крайне рисковую поездку в долину реки Псезуапсе, перевалил через Кавказ и через Абинское ущелье спустился Шепскому укреплению, которое в этот момент подвергалось осаде черкесами. Только благодаря неожиданному появлению небольшого отряда Новицкого в тылу горцев и личной храбрости его проводников Аббаты-Бесленея и Шеретлук-Пшемафа, отряд без потерь сумел пробиться в укрепление. В начале июля Новицкий осмотрел верховья реки Лабы с её притоками и вышел к Баталпашинской станице, откуда приехал в Пятигорск и доложился Паскевичу о своём прибытии.
Кроме маршрутов, топографического очерка края и статистики черкесских племён, Новицкий представил фельдмаршалу карту, основанную на глазомерной съёмке и дополненную по расспросам местных жителей, с показанием границ расселения черкесов, а также историческое исследование о мероприятиях к приведению закубанских горцев в покорность России со времени устройства Кубанской линии до 1830 года.
По итогам рекогносцировки Новицкого Паскевич осенью того же года предпринимает экспедицию за Кубань, экспедиционную колонну ведёт Новицкий. В этой экспедиции Новицкий был тяжело ранен в локоть правой руки, но тем не менее оставался при отряде и неоднократно участвовал в перестрелках с горцами.
За рекогносцировку окрестностей Анапы и подготовление данных к переселению Дунайских казаков Новицкому была объявлена благодарность в приказе по войскам Кавказского корпуса, а за секретный объезд земель натухайцев, шапсугов, абадзехов, черчиней и других черкесских племён, составление карты края и маршрутов для экспедиций — 30 октября 1830 года произведён в капитаны и зачислен в Генеральный штаб, с оставлением при войсках Кавказского корпуса.
Ранней весной 1831 года в Черномории было сосредоточено два отряда; один посажен на суда в Анапе и отвезён в Геленджикскую бухту, а другой собран у Екатеринодара и переведён за Кубань в Ольгинское укрепление. Первый отряд построил крепость в Геленджике и стал разворачивать посты и укрепления на Черноморской линии. Второй же отряд устроил тет-де-пон в Ольгинском укреплении и начинал занимать Закубанскую линию. Однако после назначения Паскевича в Польшу и появления на Кавказе нового начальника, генерала Вельяминова, многие работы на Черноморской и Закубанской линиях были свёрнуты, а отряды ослаблены в пользу войск, расположенных в Чечне и Дагестане. Действия же войск в Черкессии и Черномории приняли пассивный, оборонительный характер.
С изменением плана операций на нижней Кубани отпала надобность и в Новицком. Начальник Кавказской области генерал Вельяминов откомандировал его в Анапу с назначением в строительный комитет по водворению переселенцев из Малороссии. На этом посту Новицкий представил рапорт, что предположение Паскевича приготовить жилища для переселенцев и обеспечить их защиту от горцев — не исполнено, домов не построено, окрестности Анапы по причине малочисленности войск подвержены набегам, в самой крепости имеется существенный недостаток пресной воды, вследствие чего переселение малороссиян было бы равносильно поголовному их истреблению. Настойчивость Новицкого увенчалась полным успехом: вызванным из Малороссии 130 семействам приказано оставаться в Черномории, а высылка прочих казаков, по сношении с Харьковским генерал-губернатором князем Репниным-Волконским, прекращена.
Произведённый в 1832 году в подполковники, Новицкий в следующем году был назначен к Паскевичу, в Главную квартиру действующей в Польше армии. 31 октября 1834 года Новицкий был назначен исправлять должность обер-квартирмейстера 3-го пехотного корпуса, а в следующем году, с производством в полковники, утверждён в ней; некоторое время спустя переведён на ту же должность во 2-й пехотный корпус и пробыл в ней до конца 1845 года. 3 декабря 1839 года за беспорочную выслугу 25 лет в офицерских чинах награждён орденом Св. Георгия 4-й степени (№ 5950 по списку Григоровича — Степанова).
В январе 1846 г. Новицкий ненадолго вернулся на Кавказ, где ему было поручено формировать новый Ставропольский егерский полк; к 15 апреля 1846 г. Ставропольский полк был окончательно устроен. В 1847 году Новицкий был произведён в генерал-майоры.
В начале 1850 года по ходатайству Паскевича Новицкий получил новое назначение — начальником 1-й бригады 3-й пехотной дивизии 1-го пехотного корпуса, который квартировал в северной части Польши и Ковенской губернии, со штаб-квартирой в Сувалках. В конце 1854 года Паскевич предоставил Новицкому пост коменданта Ивангородской крепости. В этой должности Новицкий 26 августа 1856 года произведён в генерал-лейтенанты и 30 сентября 1861 года уволен от службы.
В апреле 1862 года Новицкий вернулся на службу, с зачислением по армейской пехоте и в запасные войска и в мае 1863 года назначен председателем полевого военного суда, открытого в Киеве над польскими мятежниками. В ноябре 1866 года Новицкий занял должность Киевского коменданта, с сохранением должности председателя суда.
В 1870 году по случаю пятидесятилетнего юбилея Михайловской артиллерийской академии Новицкий, как ученик первого выпуска, был удостоен особого внимания императора Александра II, который произвёл Новицкого в генералы от артиллерии; в 1873 году, в день пятидесятилетней службы Новицкого в офицерских чинах, он был награждён бриллиантовой табакеркой с вензелем императора Александра II.
Новицкий скончался в Киеве 20 декабря 1877 года.
После Георгия Васильевича осталось много статей и заметок, им самим писанных о Кавказе и Польском мятеже 1863 года. Однако из множества материалов опубликованными оказались лишь две небольших статьи: «Голос служивого царствования Николая I» («Юго-западный вестник», 1863 г., январь) и «Воспоминания воспитанника первого выпуска из Артиллерийского училища» (в юбилейном сборнике Михайловской артиллерийской академии).